# دهستان مهبان
دهستان مهبان نام دهستانی در بخش مرکزی شهرستان نیک‌شهر، استان سیستان و بلوچستان در ایران است. براساس سرشماری مرکز آمار ایران در سال ۱۳۸۵، جمعیت آن ۴۲۳۱ نفر (۷۳۲خانوار) بوده‌است.